# Accesso condizionato
L'accesso condizionato (sigla CA, dall'inglese conditional access) è l'accesso a contenuti televisivi (ed eventualmente anche contenuti radio e interattivi ad essi legati) condizionato attraverso apposito sistema al fine di permetterne la fruizione solo ad un'utenza selezionata.
L'accesso condizionato è utilizzato per implementare la pay TV, la pay per view e il free to view (le tre tipologie televisive destinate ad un'utenza selezionata) nei casi in cui per l'implementazione sono utilizzate reti di telecomunicazione che non offrono la possibilità di trasmettere particolari contenuti a specifici utenti. In tali casi si implementa quindi l'accesso condizionato attraverso apposito sistema in modo che i contenuti televisivi siano fruibili solo agli utenti autorizzati.

## Tipologia
In base al modo in cui viene implementato nell'apparecchio televisivo, si possono distinguere tre tipi di accesso condizionato:
- accesso condizionato embedded (letteralmente "incorporato");
- accesso condizionato Common Interface;
- accesso condizionato Common Interface Plus.

In un apparecchio televisivo è possibile implementare anche tutte e tre queste tipologie di accesso condizionato. In particolare, visto che il Common Interface Plus è un'evoluzione retrocompatibile del Common Interface, si può dire che un apparecchio televisivo che implementa l'accesso condizionato Common Interface Plus implementa anche l'accesso condizionato Common Interface. Nella maggior parte dei casi però viene implementato solo l'accesso condizionato embedded oppure solo l'accesso condizionato Common Interface/Common Interface Plus. Solo i migliori apparecchi televisivi implementano sia l'accesso condizionato embedded che l'accesso condizionato Common Interface/Common Interface Plus.

## Storia e descrizione
L'accesso condizionato embedded è stato la prima tipologia di implementazione dell'acceso condizionato negli apparecchi televisivi. Inizialmente l'accesso condizionato embedded è stato implementato attraverso CAM incorporate nell'apparecchio televisivo (normalmente set-top box). Questa soluzione però è stata presto abbandonata in quanto poco pratica. In caso il fornitore di servizi televisivi in accesso condizionato cambiava sistema di accesso condizionato, o passava ad una versione migliorata dello stesso, l'utente era infatti costretto a portare l'apparecchio televisivo in un centro di assistenza dove personale specializzato provvedeva ad aprirlo e a sostituire la CAM con una in grado di gestire il nuovo sistema di accesso condizionato. Inoltre normalmente tali CAM erano in grado di gestire un solo sistema di accesso condizionato e l'apparecchio televisivo normalmente era progettato per ospitare una sola CAM, quindi in caso l'utente volesse fruire di servizi televisivi di più fornitori utilizzanti sistemi di accesso condizionato diversi doveva dotarsi di più apparecchi televisivi (normalmente di più set-top box) con conseguenti scomodità (prima fra tutte l'utilizzo di più telecomandi) e oneri economici.
L'implementazione negli anni seguenti del Common Interface ha permesso di superare tutti i limiti e le problematiche della soluzione CAM incorporata nell'apparecchio televisivo. Con il Common Interface infatti è stato possibile realizzare CAM facilmente removibili (e quindi sostituibili) dall'utente senza alcuna necessità di aprire l'apparecchio televisivo (le cosiddette CAM Common Interface). Il Common Interface prevede infatti la presenza nell'apparecchio televisivo di apposito slot accessibile dall'esterno senza aprire l'apparecchio televisivo. Tale slot è destinato ad ospitare l'elettronica aggiuntiva necessaria per implementare nell'apparecchio televisivo nuove funzionalità.
Oggi quindi la CAM Common Interface è diventata la norma e gli apparecchi televisivi più avanzati presentano più slot Common Interface in modo che l'utente non debba continuamente sostituire la CAM in caso ne usi più di una.
Oggi inoltre sono abbastanza comuni CAM in grado di implementare la gestione di più sistemi di accesso condizionato (le cosiddette CAM multicrypt), ma tali CAM non sono in grado di evitare scomodità all'utente. L'implementazione odierna dell'accesso condizionato prevede infatti nella maggior parte dei casi anche l'utilizzo da parte dell'utente di una smart card personale con funzione di "chiave" d'accesso ai contenuti televisivi. Tale smart card di norma è previsto che sia alloggiata all'interno della CAM e la CAM normalmente ha un solo alloggiamento per smart card. Quindi anche in caso si utilizzi una CAM in grado di implementare la gestione di più sistemi di accesso condizionato, se l'apparecchio televisivo non è dotato di più slot Common Interface, rimane comunque la scomodità di dover sostituire la smart card in caso l'utente ne usi più di una.
L'accesso condizionato embedded, dopo essere stato quasi abbandonato con l'avvento del Common Interface, negli ultimi anni è tornato prepotentemente in auge con la diffusione della memoria flash. Utilizzata per memorizzare il firmware di un apparecchio televisivo la memoria flash permette infatti una facile sostituzione dello stesso da parte dell'utente e può quindi essere utilizzata per aggiornare l'apparecchio televisivo in modo da renderlo in grado di gestire sistemi di accesso condizionato inizialmente non previsti. Nell'odierna implementazione dell'accesso condizionato embedded la gestione di un sistema di accesso condizionato non è infatti più implementata attraverso la CAM (cioè attraverso un dispositivo elettronico), ma attraverso una libreria software parte integrante del firmware.
Anche se spesso è possibile la sostituzione del firmware dell'apparecchio televisivo attraverso una connessione RS232 o USB e un computer (operazione non alla portata di utenti non esperti di informatica), di norma al fine di rendere l'apparecchio televisivo in grado di gestire nuovi sistemi di accesso condizionato è possibile, per gli apparecchi televisivi che lo prevedono, sostituire il firmware attraverso la comodissima modalità OTA, operazione alla portata dell'utente comune. La modalità OTA prevede la ricezione del nuovo firmware dai trasmettitori televisivi da cui si ricevono i normali servizi televisivi. Per aggiornale il firmware dell'apparecchio televisivo è quindi necessario semplicemente selezionare un'apposita voce nell'OSD.
L'accesso condizionato embedded nella sua ultima implementazione (cioè attraverso librerie software) non ha soppiantato il Common Interface nonostante che per l'utente rappresenti una soluzione molto più pratica, anche perché, come detto, il Common Interface può essere utilizzato per implementare altre funzionalità diverse dell'accesso condizionato. Gli apparecchi televisivi più completi oggi quindi implementano sia l'accesso condizionato embedded nella sua ultima implementazione che il Common Interface. Un tale apparecchio televisivo, per quanto riguarda l'accesso condizionato, offre all'utente le possibilità più ampie in fatto di gestione di sistemi di accesso condizionato (un particolare sistema di accesso condizionato potrebbe essere infatti implementabile sul proprio apparecchio televisivo solo attraverso un'appasita CAM Common Interface e non attraverso un apposito aggiornamento OTA del firmware in quanto non disponibile).

## Problematiche
Per quanto riguarda lo standard televisivo principale, normalmente i broadcaster operanti nel medesimo Paese adottano uno standard comune con ovvi benefici per l'utente: se per trasmettere contenuti televisivi agli utenti ogni broadcaster adottasse uno standard televisivo diverso da quello adottato da tutti gli altri, l'utente dovrebbe dotarsi di un apparecchio televisivo per ogni broadcaster di cui intende ricevere contenuti televisivi o, in alternativa, se disponibile, di un apparecchio televisivo compatibile con molteplici standard televisivi (quindi più complesso e di conseguenza più costoso). In Italia ad esempio per la televisione digitale terrestre tutti i broadcaster hanno adottato il medesimo standard televisivo principale, il DVB-T. Sempre in Italia, anche per la televisione digitale satellitare, tutti i broadcaster hanno adottato il medesimo standard televisivo principale, il DVB-S.
Per quanto riguarda invece gli standard televisivi opzionali (gli standard televisivi integranti standard televisivi principali al fine di implementare particolari funzionalità inizialmente non previste dallo standard televisivo principale) non sempre i broadcaster operanti nel medesimo Paese adottano uno standard comune. In particolare di norma l'accesso condizionato non viene implementato direttamente dallo standard televisivo principale ma attraverso uno standard televisivo opzionale e, quasi sempre, i broadcaster anche operanti nel medesimo Paese non adottano un unico standard televisivo per un sistema di accesso condizionato comune.
Inizialmente, all'epoca dell'accesso condizionato embedded implementato attraverso CAM incorporata nell'apparecchio televisivo, la non adozione di un unico standard televisivo per un sistema di accesso condizionato comune ha portato alla proliferazione di apparecchi televisivi nelle case degli utenti. Nonostante che da un punto di vista tecnico le problematiche derivanti dalla non adozione di un unico standard televisivo per l'accesso condizionato siano state del tutto risolte con l'implementazione del Common Interface e dell'accesso condizionato embedded implementato attraverso librerie software facenti parte del firmware, la proliferazione di apparecchi televisivi nelle case degli utenti continua tutt'oggi a causa di politiche commerciali dei broadcaster volte al profitto se non alla monopolizzazione del mercato.
In Italia di esempio è il caso di Sky Italia, fornitore della piattaforma televisiva commerciale più ricca di contenuti per la televisione satellitare Italiana, dove per quanto riguarda il sistema di accesso condizionato da lei utilizzato per la propria piattaforma, il VideoGuard, impedisce la disponibilità sia della CAM Common Interface che di apparecchi televisivi con accesso condizionato embedded che non siano il set-top box da lei fornito ai propri abbonati (lo Sky Box). Unica eccezione è l'Xdome HD-1000NC, un set-top box con accesso condizionato embedded VideoGuard (dotato anche di Common Interface) introdotto sul mercato nella primavera 2009 dopo una lunga battaglia legale tra il produttore e Sky Italia.

## Dotazioni per l'utente
Per ricevere servizi televisivi in accesso condizionato è necessario dotarsi di apparecchi televisivi in grado di gestire i vari sistemi di accesso condizionato utilizzati per tali servizi televisivi. Tali apparecchi televisivi, dovendo anche gestire uno o più sistemi di accesso condizionato, sono più complessi e quindi, di norma, più costosi. Di norma quindi la fruizione di servizi televisivi in accesso condizionato comporta per l'utente un aggravio dei costi anche se, solitamente, non in misura eccessivamente rilevante.

## Mercato televisivo italiano

### Televisione digitale terrestre
Per quanto riguarda la televisione digitale terrestre in Italia la situazione è la migliore possibile per l'utente: tutti i broadcaster che fanno uso dell'accesso condizionato permettono ai produttori di elettronica di consumo l'implementazione sia dell'accesso condizionato Common Interface che dell'accesso condizionato embedded. Per quanto riguarda in particolare l'accesso condizionato Common Interface, sono disponibili varie CAM Common Interface multicrypt in grado di gestire tutti i sistemi di accesso condizionato attualmente utilizzati dai broadcaster. Le CAM sono commercializzate da vari produttori di elettronica di consumo che di norma ne garantiscono il funzionamento solo su un numero limitato di apparecchi televisivi Common Interface. Spesso comunque tali CAM funzionano anche su apparecchi televisivi Common Interface per i quali i produttori non ne garantiscono il funzionamento. Se in commercio non è disponibile una CAM il cui funzionamento è garantito con il proprio apparecchio televisivo Common Interface e si vuole ricevere servizi televisivi in accesso condizionato, prima di acquistare un nuovo apparecchio televisivo si può quindi testare le CAM di conoscenti al fine di un eventuale acquisto in caso di esitivo positivo del test.
Fino ad oggi solitamente l'accesso condizionato Common Interface è stato implementato sui televisori e sui videoregistratori mentre l'accesso condizionato embedded è stato implementeto sui set-top box.

### Televisione satellitare
Per quanto riguarda la televisione satellitare in Italia solo i broadcaster di Tivùsat e di Conto TV permettono ai produttori di elettronica di consumo l'implementazione sia dell'accesso condizionato embedded che dell'accesso condizionato Common Interface. Per la fruizione via satellite della piattaforma Sky Italia, l'azienda stessa attualmente impedisce sia la disponibilità di una CAM Common Interface che di apparecchi televisivi con accesso condizionato embedded che non siano il set-top box da lei fornito ai propri abbonati (lo Sky Box). Unica eccezione è l'Xdome HD-1000NC, un set-top box per la ricezione della televisione digitale terrestre e satellitare con Common Interface e accesso condizionato embedded VideoGuard (il sistema di accesso condizionato utilizzato da Sky Italia per la fruizione via satellite della propria piattaforma televisiva).